# Kattegat
El estrecho de Kattegat (en español áurico, Categat o Categate) es un estrecho situado entre Jutlandia y la costa oeste sueca, que enlaza el mar Báltico con el mar del Norte (vía el Skagerrak). Se extiende durante unos 220 km siguiendo un eje norte-sur.
Debido a que las islas de Selandia y Fionia casi bloquean el estrecho meridional, se dice a veces también que es una bahía en vez de un estrecho. La unión con el Báltico se hace, bien por el Øresund al sudeste (entre Selandia y la península escandinava), bien por el Gran Belt (Storebælt) al centro (entre Fionia y Selandia), o bien por el Pequeño Belt (Lillebælt) al suroeste (entre Jutlandia y Fionia).
Tiene varias islas, las mayores de las cuales son Samsø, Læsø y Anholt, todas conocidas por su clima seco (según los estándares daneses). También se encuentra Bondaholmen.
Su nombre proviene de las palabras neerlandesas o del bajo-alemán kat («gato») y gat («agujero»), refiriéndose a las dificultades de navegación que presentaba para los capitanes medievales por su estrechez, debido a los muchos bancos de arena que presentaba.

## Geografía

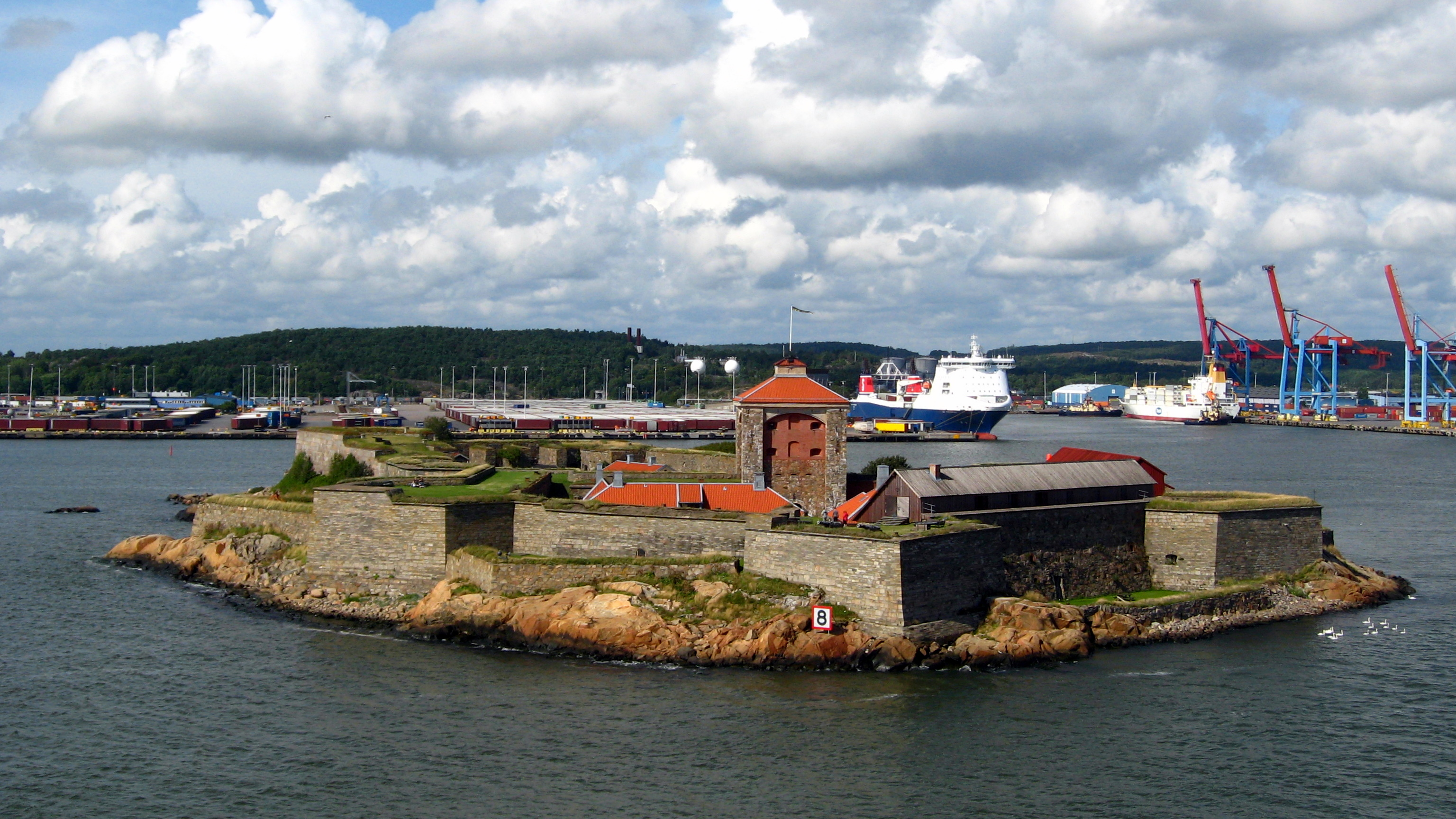
Älvsborg en Gotemburgo, una fortaleza marítima en el Kattegat

Según la definición establecida en un convenio de 1932 firmado por Dinamarca, Noruega y Suecia (registrado en la Serie de Tratados de la Sociedad de Naciones de 1933-1934), el límite septentrional entre el Kattegat y el Skagerrak se encuentra en el punto más septentrional de Skagen, en Jutlandia, mientras que el límite meridional hacia el Øresund se encuentra en la punta de la península de Kullen, en Escania.
Los principales cursos de agua que desembocan en el Kattegat son los ríos de Göta älv en Gotemburgo, junto con el Lagan, el Nissan, el Ätran y el Viskan en la provincia de Halland en el lado sueco, y el río de Gudenå en Jutlandia, en Dinamarca.
Las principales islas del Kattegat son Samsø, Læsø y Anholt; estas dos últimas, debido a su clima relativamente seco, están situadas en lo que se denomina "el cinturón desértico danés".
El Kattegat está rodeado de varias zonas costeras importantes, como la Reserva Natural de Kullaberg, en Escania (Suecia), que contiene varias especies raras y una pintoresca costa rocosa, la ciudad de Mölle, con un pintoresco puerto y vistas al Kullaberg, y Skagen, en el extremo norte de Dinamarca.
Desde la década de 1950, se ha considerado un proyecto de puente que suele denominarse Kattegatbroen (el puente del Kattegat), que conecta Jutlandia y Zelanda a través del Kattegat. Desde finales de la década de 2000, el proyecto ha visto renovado el interés de varios políticos influyentes de Dinamarca. Se suele pensar que el puente conectará Hov (un pueblo al sur de Odder, en la zona de Aarhus) con Samsø y Kalundborg.

## Límites marinos
La Organización Hidrográfica Internacional, máxima autoridad internacional en materia de delimitación de mares, considera el Kattegat como parte de uno de sus mares, al que denomina «Kattegat, Sound y Belts». En su publicación de referencia mundial, Limits of oceans and seas («Límites de océanos y mares», 3.ª edición de 1953), le asigna el número de identificación 2 y lo define de la forma siguiente:

En el Norte,
Una línea que une Skagen (Skaw, punta norte de Dinamarca) y Paternoster Skaer (57º54'N, 11º27'E) y desde allí en dirección noreste a través de los bajíos de isla Tjörn.
En el Sur,
Los límites del mar Báltico, los Belts y el Sound.
On the North,
A line Joining Skagen (The Skaw, North Point of Denmark) and Paternoster Skaer (57º54'N, 11º27'E) and thence Northeastward trought the shoals to Tjörn Island.
On the South
The limits of the Baltic Sea in the belts and Sound.
Limits of oceans and seas, pág. 5.

## Etimología
Según Den Store Danske Encyklopædi y Nudansk Ordbog, el nombre deriva de las palabras holandesas katte 'gato' y gat 'puerta, paso'. Deriva de la jerga de navegación de finales de la Edad Media, en la que los capitanes de las flotas comerciales de la Liga Hanseática comparaban el Estrecho danés con un paso tan estrecho que incluso un gato tendría dificultades para atravesarlo, debido a los numerosos arrecifes y bancos de arena. En un momento dado, las aguas transitables sólo tenían una anchura de 3,84 km (2,1 nmi). El nombre de la calle de Copenhague Kattesundet' tiene un significado etimológico comparable, a saber, 'paso estrecho', tdl. ‘estrecho del gato’.
Un nombre arcaico tanto para el Skagerrak como para el Kattegat era el Mar de Noruega o Mar de Jutlandia (Knýtlinga saga menciona el nombre Jótlandshaf). Su antiguo nombre en Latin era Sinus Codanus.

## Historia
El control del Kattegat y el acceso al mismo han sido importantes a lo largo de la historia de la navegación internacional. Hasta la finalización del Canal de Eider en 1784, el Kattegat era la única ruta marítima para entrar y salir de la región del Báltico.
A partir de 1429, en la Edad Media, la familia real danesa -y más tarde el Estado de Dinamarca- prosperó enormemente gracias a los peajes del Sund, un peaje que se cobraba por el paso a través del Øresund, mientras que Copenhague proporcionaba refugio, comercio y oportunidades de reparación y protección contra la piratería. Los derechos se suprimieron en 1857.

## Biología
En el Kattegat, la salinidad tiene una pronunciada estructura de dos capas. La capa superior tiene una salinidad de entre el 18‰ y el 26‰ y la capa inferior -separada por una fuerte haloclina a unos 15 m- tiene una salinidad de entre el 32‰ y el 34‰. La capa inferior se compone de agua de mar procedente del Skagerrak, con una salinidad equivalente a la de la mayoría de las aguas costeras, mientras que la capa superior se compone de agua de mar procedente del Mar Báltico y tiene una salinidad mucho menor, comparable a la del agua salobre, pero todavía muy superior a la del resto del Mar Báltico. Estos dos flujos opuestos transportan cada año un excedente neto de 475 km³ (114 millas cúbicas) de agua de mar del Báltico al Skagerrak. Durante los vientos más fuertes, las capas del Kattegat se mezclan completamente en algunos lugares, como el Gran Cinturón, por lo que la salinidad general es muy variable en este pequeño mar. Esto crea unas condiciones únicas para la vida marina.
Las filtraciones frías, conocidas localmente como arrecifes burbujeantes (en danés: boblerev), se encuentran en el norte del Kattegat. A diferencia de las filtraciones frías de la mayoría de los demás lugares (incluidos el Mar del Norte y el Skagerrak), los arrecifes burbujeantes del Kattegat se encuentran a una profundidad relativamente escasa, generalmente entre 0 y 30 m por debajo de la superficie. Las filtraciones se basan en el metano depositado durante el periodo eemiano y, en épocas de calma, las burbujas pueden verse a veces en la superficie del agua. La cementación y litificación de los carbonatos forman bofetadas o pilares de hasta 4 m de altura y sustentan una rica biodiversidad. Debido a su condición única, los arrecifes burbujeantes del Kattegat reciben un nivel de protección y están reconocidos como hábitat de la red Natura 2000 (tipo 1180) por la Unión Europea.

### Colapso ecológico
El Kattegat fue una de las primeras zonas marinas muertas que se observaron en la década de los 70, cuando los científicos empezaron a estudiar cómo afectaban las actividades industriales intensivas al mundo natural. Desde entonces, estudios e investigaciones han aportado muchos datos sobre procesos como la eutrofización, y sobre cómo afrontarla. Dinamarca y la UE han puesto en marcha proyectos nacionales costosos y de gran alcance para detener, reparar y prevenir estos procesos ambientalmente destructivos y económicamente perjudiciales desde el primer Plan de Acción para el Medio Acuático de 1985, y ahora están ocupados en la aplicación del cuarto Plan de Acción. Los planes de acción resumen un amplio abanico de iniciativas e incluyen las llamadas Directivas sobre nitratos. Los planes de acción se han considerado en general un éxito, aunque el trabajo no ha concluido y aún no se han alcanzado todos los objetivos.

## Protecciones y reglamentación
.
.

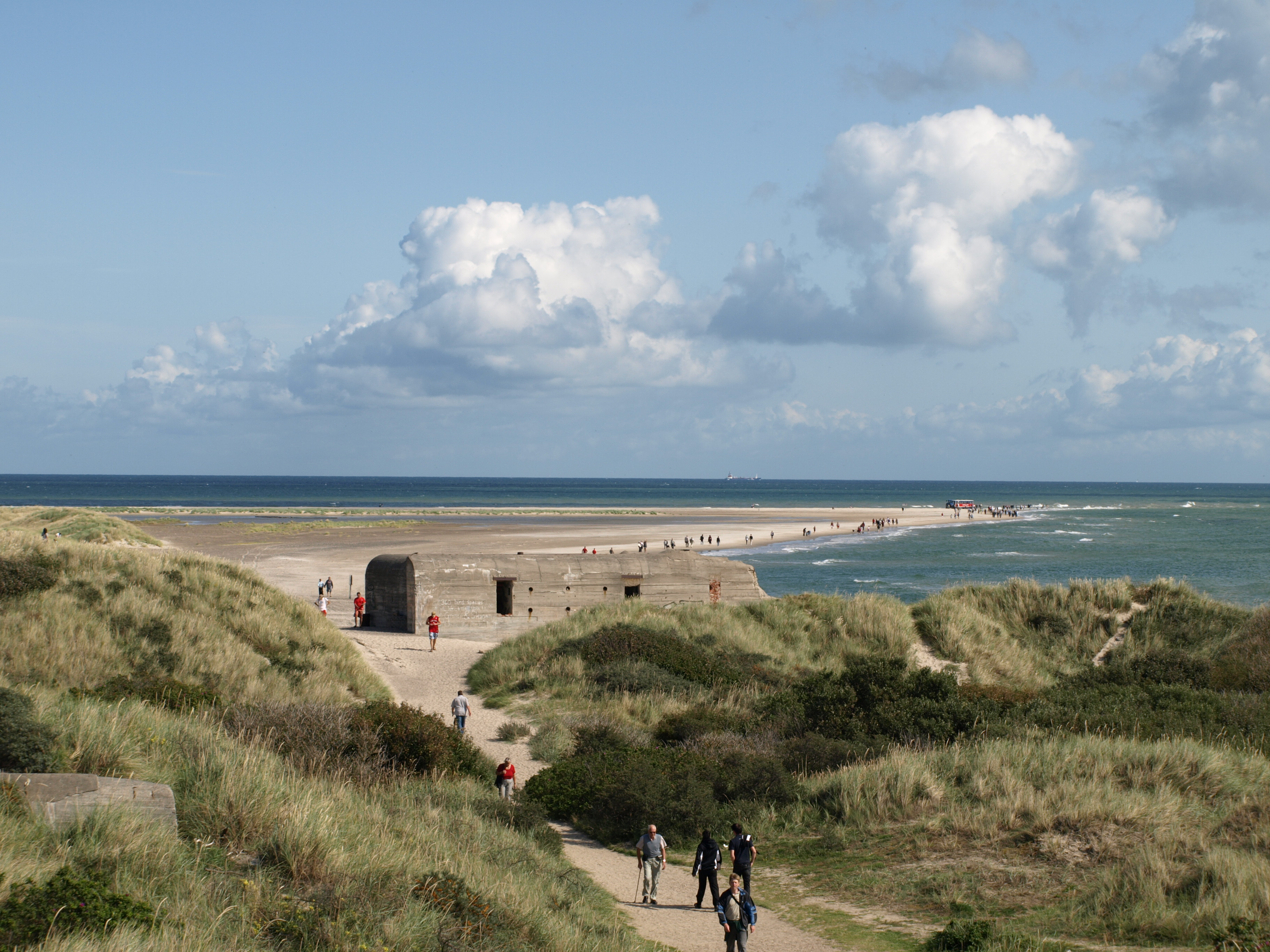
Grenen, en Dinamarca, es importante para las migraciones de aves y es una zona protegida

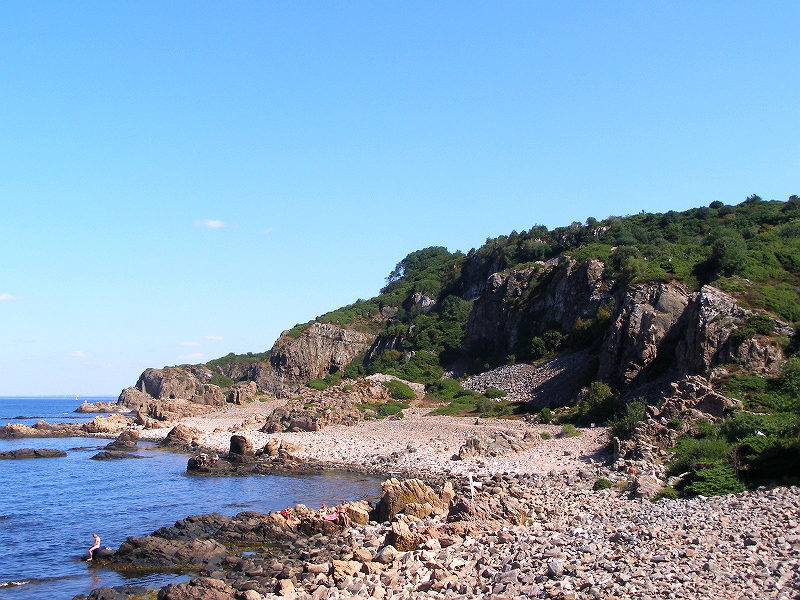
Reserva Natural de Bjärekusten con Hovs Hallar en Suecia

Debido al intenso tráfico marítimo y a los numerosos y grandes asentamientos costeros, el Kattegat ha sido designado Zona de Control de Emisiones de Azufre como parte del mar Báltico desde 2006. A partir del 1 de enero de 2016, el valor de referencia para el azufre en los combustibles se redujo al 0,1%.
Varias zonas más extensas del Kattegat están designadas como Natura 2000 y bajo diversas protecciones de aves como el Convenio de Ramsar. Los arrecifes poco profundos restantes se encuentran entre las zonas protegidas, ya que son importantes zonas de desove y alimentación para peces y mamíferos marinos y sustentan una biodiversidad próspera pero amenazada. Las zonas protegidas incluyen:
Dinamarca 
- Grenen
- Bahía de Aalborg, que comprende una 1774 km² (684,9 mi²) zona de mar poco profundo.
- Pradera de playas en Læsø y los arrecifes pedregosos al sur de la isla.
- Anholt y el mar al norte de la isla.

Suecia 
- El  estuario del Río Göta al norte de Gotemburgo. Un lugar importante para las aves migratorias y los peces.
- El archipiélago de Vrångö (en sueco: Vrångöskärgården), parte del archipiélago de Gotemburgo. Es una importante zona de reproducción de aves marinas y focas.
- Fiordo de Kungsbacka. Un fiordo de aguas poco profundas entre Gotemburgo y Varberg, que incluye importantes marismas saladas.
- Hovs Hallar
- Reserva Natural de Kullaberg